# Projekt 22460
Projekt 22460 (jinak též třída Rubin) jsou hlídkové lodě ruské pobřežní stráže. Hlavním úkolem plavidel je ochrana státní hranice a teritoriálních vod Ruska, potírání pašeráctví a pirátství, mise pátrání a záchrany, popř. ochrana přístavů a doprovod civilních lodí v době války. Celkem bylo postaveno čtrnáct jednotek této třídy. Do služby byly zařazeny v letech 2010–2018. Exportní provedení lodí s označením projekt 22460E nenašlo žádného zájemce.

## Stavba
Lodě vyvinula konstrukční kancelář Severnoje (součást United Shipbuilding Corporation) v Petrohradu jako náhradu za hlídkové lodě pocházející ještě z éry Sovětského svazu. Jako první zahájila stavu této třídy loděnice Almaz, která do konce roku 2015 dodala pět hlídkových lodí, přičemž další jsou ve stavbě. Dalších šest jednotek pak bylo objednáno u loděnice JSC Vostočnaja Verf ve Vladivostoku.
Lodě projektu 22460:
| Jméno          | Loděnice            | Založení kýlu   | Spuštěna           | Vstup do služby    | Status  |
| -------------- | ------------------- | --------------- | ------------------ | ------------------ | ------- |
| Rubin          | Almaz               | září 2007       | 26. června 2009    | 12. května 2010    | aktivní |
| Brilliant      | Almaz               | květen 2010     | 25. listopadu 2011 | 26. června 2012    | aktivní |
| Žemčug         | Almaz               | prosinec 2010   | 20. dubna 2012     | 21. září 2012      | aktivní |
| Izumrud        | Almaz               | září 2012       | 14. srpna 2013     | 27. června 2014    | aktivní |
| Ametist        | Almaz               | 2012            | 24. března 2014    | 3. října 2014      | aktivní |
| Provornyj      | Almaz               | 27. června 2014 | 6. května 2016     | 11. května 2016    | aktivní |
| Nadejnyj       | Almaz               | 2014            | 26. května 2016    | 15. září 2017      | aktivní |
| Predannyj      | Almaz               | 27. června 2014 | 7. dubna 2017      | 12. října 2016     | aktivní |
| Bditelnyj      | Almaz               | 2015            | 21. dubna 2017     | 13. října 2017     | aktivní |
| Bezuprečnyj    | Almaz               | 24. května 2017 | 18. dubna 2018     | 10. října 2018     | aktivní |
| Rasul Gamzatov | Almaz               | 2018            | 21. prosince 2019  | 30. listopadu 2021 | aktivní |
| Sapfir         | JSC Vostočnaja Verf | 2012            | 2014               | 28. května 2015    | aktivní |
| Korall         | JSC Vostočnaja Verf | 2013            | 6. července 2015   | 17. prosince 2015  | aktivní |
| Dozornyjyj     | JSC Vostočnaja Verf | 2015            | 22. srpna 2017     | 25. května 2018    | aktivní |

## Konstrukce

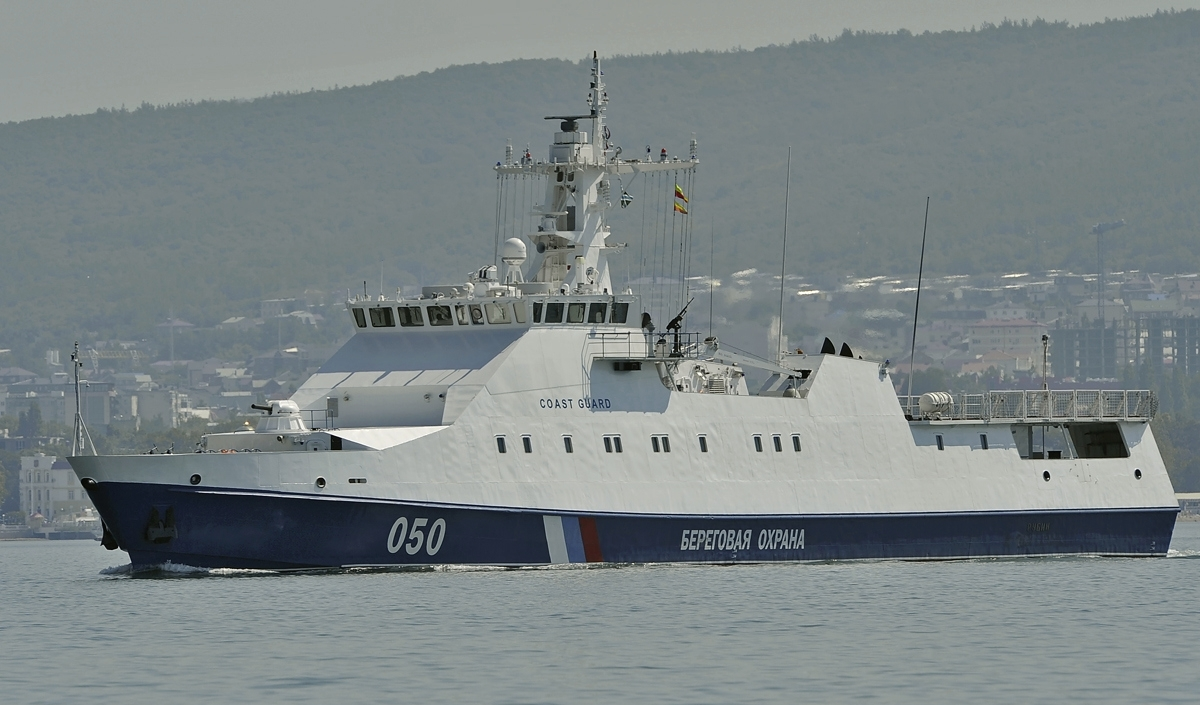
Rubin (050)

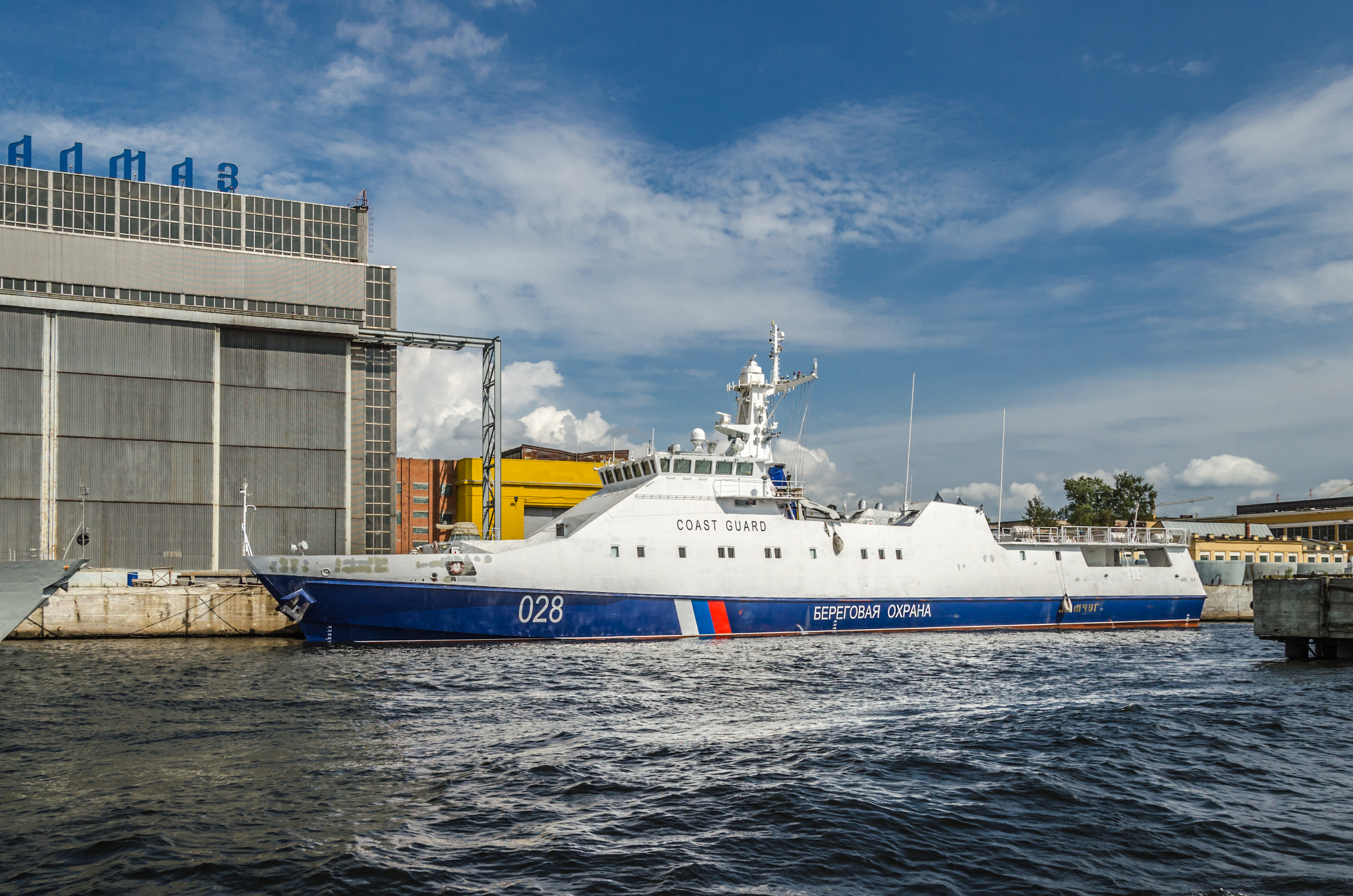
Žemčug

Plavidla jsou vyzbrojena jedním 30mm kanónem AK-630M a dvěma 12,7mm kulomety Kord. Přistávací plocha na zádi slouží k provozu bezpilotního vrtulníku Gorizont Air S-100 s doletem 150 km, nebo lehkého vrtulníku Kamov Ka-226. Na zádi se nachází rovněž rampa pro rychlý inspekční člun RHIB. Pohonný systém tvoří čtyři diesely MTU 16V4000M73L, každý o výkonu 3860 hp. Nejvyšší rychlost dosahuje 25 uzlů (některé prameny uvádějí 30 uzlů). Dosah je 3500 námořních mil při rychlosti osm uzlů. Manévrovací schopnosti plavidla zlepšuje příďové dokormidlovací zařízení.